# Phintella cavaleriei
Phintella cavaleriei är en spindelart som först beskrevs av Schenkel 1963.  Phintella cavaleriei ingår i släktet Phintella och familjen hoppspindlar. Inga underarter finns listade i Catalogue of Life.